# 解儁
解 儁（かい しゅん、? - ?）は、中国三国時代の武将。『三国志』魏志「田豫伝」に記録がある。
黄初元年（220年）、魏の牽招が使持節・護鮮卑校尉となり昌平に駐屯したおり、解儁もともに鮮卑族を監督した。これ以降の記述はない。